# Nina Larsson
Nina Therese Larsson, född 28 september 1976 i Trollhättans församling, Älvsborgs län, är en svensk politiker (liberal) och yrkesofficer. Från 1 april till 28 juni 2025 var Larsson Sveriges jämställdhets- och arbetslivsminister, för att sedan 28 juni vara enbart jämställdhetsminister.
Hon var ordinarie riksdagsledamot 2006–2014, invald för Värmlands läns valkrets, ledamot av Folkpartiet Liberalernas partistyrelse sedan 2007 samt partisekreterare för Folkpartiet Liberalerna 2010–2014.

## Biografi
Nina Larsson är uppvuxen i Tveta i Värmland. Hon har läst på Militärhögskolan Karlberg och har officersexamen. Hon har utöver detta också studerat juridik, statsvetenskap och organisation och ledarskap. Larsson är löjtnant inom signaltrupperna men var tjänstledig under tiden som riksdagsledamot. Hon har även tjänstgjort sex månader i utlandsstyrkan i Kosovo.
Mellan 2004 och 2006 var Larsson förbundssekreterare för Liberala ungdomsförbundet. Hon var riksdagsledamot 2006–2014, invald för Värmlands läns valkrets. I riksdagen var hon ledamot i trafikutskottet 2007–2010 (därefter suppleant i samma utskott till 2014). Hon var även suppleant i arbetsmarknadsutskottet, EU-nämnden, försvarsutskottet, miljö- och jordbruksutskottet, näringsutskottet och sammansatta utrikes- och försvarsutskottet.
År 2016 tog Nina Larsson över som förbundschef för Studieförbundet Vuxenskolan där hon bland annat engagerade sig mycket för krisberedskaps- och demokratifrågor.
Från 2019 till 2025 arbetade Nina Larsson med frågor inom totalförsvar och samhällssäkerhet som konsultchef på bolaget 4C Strategies.
1 april 2025 tillträdde Larsson som jämställdhets- och arbetslivsminister. Hon efterträdde på posten avgående Paulina Brandberg. Den 28 juni samma år blev hon enbart jämställdhetsminister, då alla områden kring arbetsmarknad flyttades till den nya arbetsmarknadsministern Johan Britz.